# Iliana, la morocha argentina
Iliana, la morocha argentina es el primer disco de Iliana Calabró como cantante. Fue publicado en 2006 después de haber ganado el certamen Cantando por un sueño.

## Canciones
1. El bum bum
2. Amor a la mexicana
3. La morocha argentina
4. Torero
5. Hoy
6. Popurrí de Rafaela Carrá
7. Bang Bang
8. Cachita
9. La vida es un carnaval
10. Himno a la mujer, traducido al idioma italiano.